# Brighouse
Brighouse est une ville située dans le district de Calderdale, comté du Yorkshire de l'Ouest, dans le Nord de l'Angleterre. Le recensement du Royaume-Uni de 2001 a donné à la subdivision Brighouse / Rastrick de la zone urbaine du Yorkshire de l'Ouest une population de 32 360 habitants.  Il y a une gare.
Historiquement dans le West Riding of Yorkshire, elle est située sur la rivière Calder, à 6,4 km à l'est d'Halifax. Elle est desservie par la jonction 25 de l'autoroute M62 et la gare de Brighouse sur la ligne de Caldervale et la ligne d'Huddersfield. 

## Personnalités en lien avec la commune
- Katie Ormerod, snowboardeuse olympique[2]
- Divina de Campo (en) , finaliste de la saison 1 de RuPaul’s Drag Race UK.